# Robin Ausdemwald
Robin Ausdemwald (Robin Dubois) ist eine 1968 vom Szenaristen Bob de Groot und dem Zeichner Turk entwickelte Comicserie für das Magazin Tintin. Sie ist eine Parodie auf Robin Hood, den englischen Volkshelden. Die Geschichten wurden später in 21 Bänden  zusammengefasst und von den Verlagen Dargaud und Le Lombard herausgegeben.

## Inhalt
Die meist einseitigen Geschichten erzählen das normale Leben von Robin Ausdemwald, dem Sheriff und dessen Ehefrau Kunigunde. Robin versucht ständig, die Leute auszurauben, der Sheriff versucht, heimlich einen trinken zu gehen, und Kunigunde versucht, den Sheriff an der kurzen Leine zu halten. Robin und der Sheriff verstehen sich trotz diverser Überfälle und Schlägereien recht gut.

## Veröffentlichungen auf Deutsch
Seit 1975 erschienen die Geschichten unregelmäßig im Yps-Heft unter dem Titel Robin Ausdemwald. Der Carlsen Verlag veröffentlichte von 1988 bis 1992 neun Robin-Ausdemwald-Alben mit Onepagern und längeren Episoden (französische Alben 8–16 in anderer Reihenfolge). Weitere Geschichten erschienen im Fix und Foxi Jahrbuch 1972 (als Robin Hut) und 1985/86 in der Taschenbuchreihe Fix und Foxi Extra (als Robin aus dem Wald). Zudem erschien eine Parodie in Parodien 2 (Feest Verlag, 1990). 2016 veröffentlichte der Splitter Verlag einen Sammelband mit über 200 Seiten (Sammlung der vier französischen Best-of-Alben von 2010).

## Übersetzte Bücher
| Band | Titel                                | Originaltitel                       | Verlag          |
| ---- | ------------------------------------ | ----------------------------------- | --------------- |
| 1    | Ich schau dir in die Augen, Kleines! | 13. T’as d’beaux yeux tu sais!      | Carlsen Comics  |
| 2    | Einmal einseifen, bitte!             | 14. Qu’est-ce qu’elle a ma gueule ? | Carlsen Comics  |
| 3    | Ab durch die Mitte!                  | 11. Ça va pas, la tête ?            | Carlsen Comics  |
| 4    | Eldoradoll                           | 15. L’Eldoradingue                  | Carlsen Comics  |
| 5    | Stress am Loch Ness                  | 10. Négoce en Écosse                | Carlsen Comics  |
| 6    | Nichts geht mehr                     | 12. Les jeux sont faits             | Carlsen Comics  |
| 7    | Geschichten aus dem Sherwood Forest  | 9. Histoires sans histoires         | Carlsen Comics  |
| 8    | Je später der Abend...               | 16. Des “Oh” et des “bah”           | Carlsen Comics  |
| 9    | Geben ist seliger denn nehmen!       | 8. Dur, dur !                       | Carlsen Comics  |
|      | Robin Ausdemwald – Best of           | Best of Robin Dubois livres 1–4     | Splitter Verlag |

## Charaktere
Robin Ausdemwald
Der ewige Junggeselle Robin lebt mit seinen Gesetzeslosen im Sherwood Forest. Meist geht er seiner Lieblingstätigkeit nach, dem Ausrauben reicher Kaufleute oder des Sheriffs.
Sheriff
Der Sheriff, Herrscher von Nottingham und dem Sherwood Forest, beutet die Dorfbewohner mittels hoher Steuern aus und ist nicht gerade beliebt im Dorf. Dennoch geht er gerne mit seinen Freunden, zu denen auch Robin gehört, einen trinken. Jedoch darf Kunigunde davon meist nichts erfahren.
Kunigunde
Kunigunde ist die Frau des Sheriffs und Hausfrau mit Leib und Seele. Sie liebt das Einkaufen, hasst jedoch die Sauftouren ihres Gatten, die meist bis spät in die Nacht gehen, und wartet im Nachthemd mit einem Nudelholz auf seine Wiederkehr.
Die teutonischen Ritter
In der Nähe des Schlosses befindet sich ein großes Lager teutonischer Ritter. Diese sind bereits eine Zeitlang vor Ort, können aber kein Hochdeutsch, sondern schwätzen Schwäbisch. Die Teutonen sind daran zu erkennen, dass sie stets in Ritterrüstung herumlaufen und ihre Visiere heruntergeklappt sind.